# Hans-Joachim Dunker
Hans-Joachim Dunker (* 17. März 1927 in Concepción, Chile; † 19. August 2005 in Berlin) war ein deutscher Diplomat.
Nach dem Studium der Philologie in Göttingen, Montreal und Bonn und der Promotion (Der Gedanke der gleichberechtigten Partnerschaft und die interamerikanischen Beziehungen im 19. und 20. Jahrhundert) war Dunker zunächst für das Presse- und Informationsamt in Bonn tätig, bevor er 1961 in das Auswärtige Amt versetzt wurde. Sein erster Einsatz führte ihn als Pressereferent an die Botschaft in Rio de Janeiro, Brasilien. 1964 wurde er als Ständiger Vertreter an die Deutsche Botschaft Monrovia, Liberia, versetzt. Später war er u. a. in der Bonner Zentrale, beim NATO Defence College in Rom und bei der Botschaft in London tätig. Von 1980 bis 1982 leitete Dunker die Botschaft Luanda. Von 1982 bis 1986 folgte eine Verwendung als Ständiger Vertreter am Deutschen Generalkonsulat New York, bevor er im Jahr 1986 bis zu seinem Eintritt in den Ruhestand im Juli 1992 die Leitung des Generalkonsulats Rio de Janeiro, Brasilien, übernahm.
Für seine Arbeit wurde Dunker u. a. mit dem Bundesverdienstkreuz, der Ehrenbürgerschaft der Stadt Rio de Janeiro und dem brasilianischen Rio-Branco-Orden ausgezeichnet.
2021 erschien das Buch 'Boy Soldiers' basierend auf seinen Kriegstagebüchern als jugendlicher Soldat. Es wurde von dem Verlag The History Press U.K. veröffentlicht, von seiner Tochter Helene Munson geschrieben, 2022 wurde das Buch in den USA von dem Verlag The Experiment unter dem Titel 'Hitler's Boy Soldiers' herausgegeben. 2024 folgte eine Taschenbuchausgabe unter dem Titel 'The Feldafing Boys'.

## Veröffentlichungen
- Der Gedanke der gleichberechtigten Partnerschaft und die interamerikanischen Beziehungen im 19. und 20. Jahrhundert. 1956
- Die interamerikanischen Beziehungen und der Gedanke der gleichberechtigten Partnerschaft. 1957